# Hans Maeder
Hans Karl Maeder (* 29. Dezember 1909 in Hamburg; † 8. September 1988 in Manhattan) war ein US-amerikanischer Pädagoge deutscher Herkunft und Gründer der reformpädagogisch orientierten Stockbridge School in Stockbridge in Massachusetts.

## Leben

### Familie und Ausbildung
Als Hans Karl Mäder wurde er 1909 in Hamburg als drittes Kind einer wohlhabenden Familie geboren. Mit 18 Jahren verließ er sein Elternhaus, um Lehrer zu werden – entgegen dem Wunsch seines Vaters, der ihn in seinen Fußstapfen als Geschäftsmann sehen wollte. Er selbst beschrieb seinen Vater als einen autoritären Nationalisten und Antisemiten, der Hitler bejubelte. Der Bruch mit ihm erfolgte nach dem Entschluss, das Abitur nachzuholen und dafür an die Lichtwarkschule zu gehen. Die reformpädagogische Umgebung, die er dort vorfand, war für sein weiteres Leben prägend.
Nach dem Abitur begann er ein Studium bei Curt Bondy, dem Bruder von Max Bondy am Sozialpädagogischen Institut der Hamburger Universität. 1932 erhielt er ein Stipendium für einen einjährigen Aufenthalt in Dänemark, wo er die Unterschiede zwischen der deutschen und der dänischen Fürsorgeerziehung untersuchen wollte.

### Als Flüchtling in Dänemark, Kenia, auf den Philippinen und Hawaii
Hans Maeder – bekennender Sozialist – engagierte sich schon früh im antifaschistischen Widerstand. Als er im Mai 1933 nach Hamburg zurückkehrte, wurde er aufgrund dieser politischen Haltung exmatrikuliert. Um der drohenden Verhaftung zu entgehen, floh er am 6. Juni 1933 nach Dänemark, wo er zunächst eine Stelle in einem Heim für verhaltensgestörte Jungen fand
Er besuchte in Kopenhagen das Lehrerseminar und machte dort auch einen Abschluss. Parallel dazu schrieb er für antifaschistische Publikationen und arbeitete im Matteotti-Komitee mit.
1937 musste er Dänemark verlassen; sein Weg führte ihn über die Schweiz, wo ihm kein Aufenthaltsrecht erteilt wurde, zunächst nach Kenia. Er wollte hier auf das Anraten dänischer Bekannter hin, die er in Genf kennengelernt hatte, eine Schule für dänische Kinder gründen, was aber daran scheiterte, dass es diese Kinder dort nicht gab: Sie wurden in Dänemark unterrichtet. Maeder arbeitete daraufhin in der Autowerkstatt eines Deutschen in Nairobi, der ihn aber aus politischen Gründen bald wieder entließ. Von einem Dänen erhielt er das Angebot, als Aufseher in einer Kaffeeplantage zu arbeiten. Auf dieser Plantage war er der einzige Weiße weit und breit, und um sich mit seinen Arbeitern verständigen zu können, versuchte er Suaheli zu lernen. Dazu entwickelte er ein System, das die Kinder der Plantagenarbeiter mit einbezog und denen Kenntnisse in Lesen und Schreiben verschaffte. Der Farmbesitzer, als er davon erfuhr, kündigte Maeder mit sofortiger Wirkung. Mit dem verdienten Geld kaufte er ein Auto und fuhr damit Touristen zu Safaris. Er beabsichtigte aber bald, Kenia zu verlassen.
Ein Einwanderungsantrag nach Südafrika wurde abgelehnt. Doch durch einen Zufall – die Tochter des amerikanischen Konsuls in Nairobi war eine Klassenkameradin Maeders an der Lichtwarkschule gewesen – erhielt er ein auf Manila beschränktes US-Visum. Dorthin reiste er von Mombasa aus über Sumatra, Singapur und Hongkong. Er betätigte sich in Manila journalistisch, unterrichtete Deutsch für Ärzte an einem Krankenhaus und wurde Vertreter für Büromaschinen. Nach dem Kriegsausbruch erwog er jedoch, die Philippinen zu verlassen. Maeder erhielt eine Einladung nach Hawaii, um an der dortigen Universität zu unterrichten, und mit Unterstützung amerikanischer Freunde erhielt er auch ein Visum.

### Exil in den USA
Auf Hawaii wurde Maeder vom japanischen Überfall auf Pearl Harbor überrascht und am 8. Dezember 1941 aufgrund seiner deutschen Staatsangehörigkeit als feindlicher Ausländer interniert. Ein amerikanischer Freund, den er in Manila kennengelernt hatte und der mittlerweile in Washington arbeitete, sorgte schließlich dafür, dass er am 19. Februar 1943 nach New York entlassen wurde.
Eine erste Arbeit fand Maeder bei der YMCA im New Yorker Stadtteil Brooklyn. Im September 1944 bekam er von Max Bondy für ein Jahr eine Anstellung als Deutschlehrer an der Windsor Mountain School in Lenox (Massachusetts). Danach unterrichtete er an der Walden School in New York, wo er 1947/48 auch die Schulleitung innehatte. Die Walden School war 1914 von Margaret Naumburg gegründet worden, deren Arbeit großen Einfluss auf die amerikanischen Bildungsvorstellungen gewann. Programm war es, mittels der bildenden und darstellenden Künste die Persönlichkeitsentwicklung der Schüler zu fördern. Individuelle Kontakte zwischen Schülern und Lehrern waren Teil des Konzepts. Der Wettbewerb untereinander sollte vermieden werden. Anders als an den meisten anderen privaten Schulen gab es keine Zulassungstests, sondern nur Interviews. Die Lehrer wurden mit ihren Vornamen angesprochen; es gab keine Noten und keine formale Vorbereitung auf die College-Aufnahmeprüfungen. Die Schule musste 1987 aus finanziellen Gründen schließen. Hier begegnete er auch seiner späteren Frau Ruth, der verwitweten Mutter eines Schülers.

## Die Stockbridge School

### Gründung und Konzeption
1948 erwarben die Maeders für 60.000 US-Dollar ein großzügiges Anwesen am Fuß des West Stockbridge Mountain in Massachusetts und begründeten ihre eigene Schule, die Stockbridge School – aus seinem eigenen Erleben von Nationalismus, Rassenhass und Antisemitismus konzipierte der Emigrant Maeder sie als eine reformpädagogisch ausgerichtete Internatsschule ohne Rassentrennung und ohne konfessioneller Bindung. Als Zeichen für die internationale Ausrichtung der Schule wehte von Anfang an am Schulgebäude die Flagge der noch jungen Organisation der Vereinten Nationen.
Am 22. September 1949 nahm Hans Maeder zusammen mit fünf Lehrern und 16 Schülerinnen und Schülern (darunter ein Siamese, ein Kolumbianer und die Tochter von in Mexiko lebenden deutschen Emigranten) den Schulbetrieb auf. Das Schulgeld betrug 1500 Dollar im Jahr. Im Sommer 1950 fand mit 70 Kindern das erste Sommercamp (Teilnehmergebühr 350 Dollar) statt, und diese Sommercamps entwickelten sich fortan zu einem wichtigen Baustein für das finanzielle Überleben der Schule.

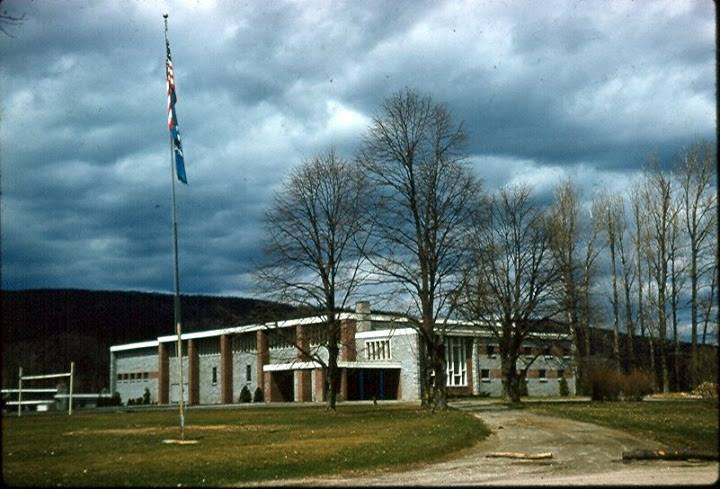
Stockbridge School 1954 – Teil des Schulkomplexes

Die Schule wuchs schnell, und die Schülerschaft war sehr international zusammengesetzt. Überhaupt wurde viel Wert auf eine interkulturelle Bildung gelegt – zu diesem Zweck wurde für etliche Jahre eine eigene Dependance-Schule in Corcelles in der Schweiz betrieben, in der die Schüler ein Auslandsjahr absolvieren konnten, und im Schulcurriculum war das Projekt „Schule auf Rädern (School on Wheels)“ von besonderer Bedeutung. Mit seiner Hilfe, unter anderem auf Studienreisen und mit Feldstudien, sollte das in der Schule theoretisch Gelernte „in der Realität überprüft werden, erfahrbar sein, umgekehrt, persönliche Erfahrungen in größere Zusammenhänge eingeordnet werden“.  Internationalität hieß aber auch Schüleraustausch. Bereits 1956 kam erstmals ein Hamburger Schüler aus dem Umfeld der Lichtwarkschule an die Stockbridge School, und auf Vermittlung der Quäkerorganisation „American Friends Service Committee“ wurde Kontakt zu dem von Max Bondy gegründeten und seit 1937 von Bernhard Knoop geleiteten Landerziehungsheim Schule Marienau aufgenommen. Von dort kamen in den Schuljahren 1958/1959 bis 1960/1961 insgesamt acht Schülerinnen und Schüler an die Stockbridge School, darunter der spätere Fernsehjournalist Dirk Sager und Gunter Nabel, der Autor der umfassenden Studie über die Schule.
Die Schule in Corcelles war ein wichtiger Baustein im Internationalisierungskonzept und eigentlich dazu ausersehen, sich von einer europäischen Außenstelle der Stockbridge School zu einer eigenständigen Schule zu entwickeln. Zu deren Leiter hatte Maeder Martin Wackernagel (geboren 1914) ausgewählt, der Schulpraxis bei Kurt Hahn und Paul Geheeb gesammelt hatte und kurzzeitig Gastlehrer an der Stockbridge School gewesen war. 1963 wurde das Chateaux de Corcelles bei Chavornay im Kanton Waadt als Schulgebäude angemietet, eine ehemalige psychiatrische Klinik, auf deren Einrichtung zurückgegriffen werden konnte. Begonnen wurde mit einem Sommercamp, zu dem Hans Maeder mit Schülerinnen und Schülern aus den USA anreiste. Ergänzt wurde die Gruppe durch einige europäische Kinder.
Als nach den Sommerferien der reguläre Betrieb der Schule unter der Leitung von Wackernagel aufgenommen werden sollte, kam es schnell zu Problemen: Wackernagels Vorstellungen orientierten sich mehr an Kurt Hahn als an Hans Maeder, und die zu geringen Anmeldungen europäischer Schülerinnen und Schüler beschworen von Anfang an finanzielle Engpässe herauf. Die Frage der Gleichberechtigung von Mädchen und Jungen, die Wackernagel eher restriktiv interpretierte, war ein weiterer Konfliktpunkt, was zu Nabels Einschätzung führt: „Insgesamt ein aufwendiger Apparat, der nur wenig vom Geist Stockbridges atmete, sondern eher restaurative Erinnerungen an die Frühphasen deutscher Landerziehungsheime weckte, ohne auch nur entfernt deren Lebendigkeit auszustrahlen.“  Die Differenzen zwischen den Beteiligten wurden so groß, dass zu Ostern 1965 die Schülerinnen und Schüler nach Stockbridge zurückkehrten und Corcelles geschlossen wurde. Was blieb, waren Schulden, die vom Ehepaar Wackernagel abgetragen werden mussten.
Obwohl Maeder Sozialist war und dezidiert egalitäre Positionen vertrat, kam eine sehr große Zahl seiner Schüler aus wohlhabenden New Yorker Familien, die er über ein eigenes Rekrutierungsbüro in Manhattan gewann. Die Schule reichte von der 9. bis zur 12. Klasse (High School), und von den 100 bis 200 Schülerinnen und Schülern waren etwa ein Drittel Mädchen. Der Anteil der Ausländer lag bei etwa 10 Prozent, der der Farbigen bei etwa 25 Prozent. 20 bis 25 Prozent der Schülerinnen und Schüler erhielten ein Stipendium.
An sechs Tagen in der Woche versammelten sich die Schülerinnen und Schüler nach dem Frühstück, um für 20 Minuten Musikaufnahmen zu hören. Vorgespielt wurde meistens europäische romantische und klassische Musik, die von Lehrern ausgewählt und kommentiert wurde. Die Samstage waren in der Regel der populären Musik vorbehalten, deren Auswahl einem Schüler oder einer Schülerin oblag.
Neben diesen musischen Aktivitäten war für die Stockbridge School immer auch das politische Engagement ihrer Schülerschaft kennzeichnend. Die Schülerinnen und Schüler unterstützten Lebensmittelspenden gegen die Hungersnot in Indien ebenso wie Care-Aktionen für deutsche Kinder. Das Engagement in der Bürgerrechtsbewegung war so selbstverständlich wie die Beteiligung an Aktivitäten gegen den Vietnamkrieg. Feidel-Mertz verweist aber auch auf eine gewisse Hilflosigkeit angesichts dessen, dass schwarze Schüler mit der Black-Panther-Bewegung sympathisierten und sich bewusst gegen die universelleren Ideen der Schule stellten. Auch der Rauschgiftkonsum bereitete nicht lösbare Probleme.
In der Tradition der freien Schulgemeinde wurde über alle für das Internat wichtige Fragen öffentlich diskutiert und entschieden. Lehrer und Schüler hattengleiches Stimmrecht, nur der Direktor besaß ein Vetorecht, wovon aber nach Feidel-Mertz nur sehr selten Gebrauch gemacht worden sei. Das Lehrerkollegium setzte sich überwiegend aus Amerikanern europäischer Herkunft und Europäern zusammen. Der Versuch, den Anteil schwarzer Lehrer signifikant zu steigern, scheiterte ebenso wie der, der Schule ein Lehrerseminar für schwarze Lehramtskandidaten anzugliedern.

### Lehrkräfte
Für die ersten 15 Jahre der Schulgeschichte verweist Feidel-Mertz neben Hans Maeder besonders auf drei für die Schule prägende Lehrerinnen und Lehrer:
- Bertha Rantz, 1893–1994, Tochter russischer Emigranten, in Philadelphia aufgewachsen, in den zwanziger Jahren des 20. Jahrhunderts aber einige Jahre in der Sowjetunion lebend und in Europa reisend, begann ihre Lehrerinnentätigkeit in einer einklassigen Landschule in den Wäldern von Puget Sound nahe Seattle. Nach kurzer Zeit wechselte sie an eine öffentliche Schulen in San Francisco, bevor sie dann an die Walden School nach New Yorker ging. An dieser Schule, einer Vorreiterin der experimentellen und kreativen Bildungsbewegung in den USA, blieb Berta Rantz für die nächsten 26 Jahre, zunächst als Lehrerin, später als Direktorin der High School. Im Herbst 1951, im Alter von 58 Jahren, verließ Rantz die Walden School und wechselte an die Stockbridge School. Hier war sie bis zu ihrer Pensionierung im Alter von 82 Jahren Regieassistentin, Lehrerin und schließlich pädagogischer Beraterin. Sie hatte ein sehr enges Verhältnis zu ihren Schülerinnen und Schülern, die den Kontakt zu ihr auch nach ihrem eigenen Ausscheiden aus der Schule noch aufrechterhielten und sie an ihrem 100. Geburtstag besuchten. Bei dieser Feier erklärte Berta Rantz: “I have had a very rich and productive life. How? Because I am surrounded by people who want to create. ... You gave to me and I gave to you, so it’s been a good exchange and a good life. How about that?”[15]

- Alexander Perkins war der konzeptionelle Denker der Schule der mit dem von ihm entwickelten „integrierten Curriculum“ das kognitive Lernen systematisch mit dem sozialen Lernen Verband. Ein Kernpunkt dieses Curriculums war das Studienreiseprogramm „Schule auf Rädern“, über das die Schülerinnen und Schüler fremde Länder erforschen lernten.[12] Er stammte aus England und hatte in Italien und Frankreich studiert. Da er auch die Deutsche Sprache beherrschte, war er im Zweiten Weltkrieg Offizier des Britischen Geheimdienstes. An der Stockbridge School war er von 1950 bis 1964 tätig, er schied aus familiären Gründen aus.[14]

- Karen Jakobsen war von 1954 bis 1972 an der Stockbridge School. Sie stammte aus Kopenhagen und war noch als Kind stark durch den Widerstand gegen die deutsche Besatzung geprägt worden. Nach Feidel-Mertz war sie diejenige, „die mit Organisationstalent und Einfühlungsvermögen die Vorstellungen von Hans Maeder in handfeste Praxis umgesetzt“ habe.[14]

In den Anfangsjahren erhielten alle Lehrerinnen und Lehrer ein Einheitsgehalt von 2000 Dollar im Jahr und konnten unentgeltlich in der Schule wohnen und essen. Doch 1954 kam es zu einem Konflikt, weil einzelne Lehrkräfte eine höhere Bezahlung durchsetzen wollten und dazu auch eine Gewerkschaft gründeten. Anführer dieser gegen den Sozialisten Maeder als privaten Besitzer der Schule gerichteten Revolte war ausgerechnet ein deutscher Emigrant, ein Kommunist. Maeder musste nachgeben, was zu Lasten der für Stipendien gedachten Rücklagen ging.
Ein weiterer KJonflikt mit einigen Lehrkräften entwickelte sich aus Maeders 1953 getroffenen Entscheidung, vier arabische Schüler aus dem Jemen aufzunehmen. Obwohl dies zu keinen Konflikten mit den amerikanischen Schülern jüdischen Glaubens führte, die sich teilweise die Zimmer mit ihren arabischen Kameraden teilten, war dieser Schritt für einige jüdische Lehrer nicht nachvollziehbar. Es kam über diese Frage zu internen Auseinandersetzungen, zu einer Spaltung im Kollegium und schließlich 1955 zum Ausscheiden von fünf Lehrkräften aus der Gründerzeit der Schule.
Die Stockbridge School war danach noch stärker auf die Person Hans Maeder zugeschnitten, und vielen Betrachtern schien es, dass er alleine die Schule sei. Diese Dominanz und Selbstdarstellungsfähigkeit unterschied Maeder nach Ansicht von Nabel „nicht von den Gründern bekannter Schulen, wie Lietz, Hahn, Geheeb, Neill, um nur einige zu nennen, deren Namen als Synonym für die von ihnen geprägten Schulen steht“, und er verweist auf die Einschätzung von John Tishman, der ausführte, dass Maeder „mehr Schwierigkeiten mit den Kollegen [hatte] als mit Schülern. Er erwartet von anderen, was er von sich selbst auch verlangt. Sein Arbeitsethos war immer Präsenz von früh bis spät, und er erwartete das gleiche auch von anderen. Ich [Tishman] glaube, die Lehrer hielten ihn oft für diktatorisch.“

### Das Ende der Stockbridge School
Im Frühjahr 1971 zog sich Hans Maeder aus der Leitung der Schule zurück. Nach Feidel-Mertz wollte er mit diesem Schritt beweisen, dass die Idee der Schule unabhängig von seiner Person war. Angesichts dessen, dass die Schule danach nur noch fünf Jahre existierte, ist sie skeptisch, ob dies ein sinnvoller Schritt gewesen ist, denn „die Schule, die er geschaffen hatte, war sein Leben“, und mit seinem Abgang sei die treibende Kraft hinter der Schule entfallen. Maeders unmittelbarer Nachfolger als Schulleiter wurde Thomas Newman. Ihm folgte 1973 Richard Nurse. Er war ein früherer Schüler der Stockbridge School und mit seiner Berufung der erste Schwarze, dem die Leitung eines privaten gemischtrassigen Internats in den USA übertragen worden war.
Hans Maeder übersiedelte nach New York und galt bis zu seinem Tod im Jahre 1988 als Experte für pädagogische Fragen.

Die Stockbridge School schloss 1976, vor allem aufgrund der schwierigen demografischen und wirtschaftlichen Entwicklung in den siebziger Jahren. Rückläufige Schülerzahlen bedrohten viele Internate in den Neu-England-Staaten, ihr oftmals elitärer Ruf zog nicht mehr, die für sie aufzubringenden Kosten schienen zu hoch, Spenden für Stipendienfonds blieben aus. Dass es jedoch jenseits dieser demografischen und wirtschaftlichen Gründe tieferliegende gesellschaftliche Ursachen gewesen sein können, die das Ende der Stockbridge School herbeigeführt haben, thematisiert James Cass unter Berufung auf Benjamin Barber: 

“Benajamin Barber a 1956 graduate who, after college and graduate school, remained close to Hans and the school and served for many years as vice chairman of the Board of Trustees until the school closed, does not grieve for the passing of Stockbridge. ‘As a political scientist looking at institutional history,’ he says today, ‘I believe that special mission institutions, which is what Stockbridge was, have a natural life cycle. I don’t believe they can, by definition, be made permanent, be institutionalized. If the ideas on which they are based are of a critical nature, if they challenge society, as Stockbridge did, then they have a natural life span. If a special mission institution attempts to prolong its life cycle, it loses its vitality, its creativity, its sense of purpose. Stockbridge challenged American education successfully for 20 years, until the rest of society caught up with it. It had an influence in secondary school circles out of all proportion to its size. Then its mission was over. That ultimately is the story of Stockbridge. During those years it mattered. The challenge it presented to American education was terribly important. By the 1970’s it was no longer needed. Society had caught up with it. Hans had been proven right, his vision had been vindicated.’”

 Die Schule hatte nach dieser Einschätzung ihre Ziele erreicht, die bei ihrer Gründung Pate gestanden hatten, sie war zum Mainstream geworden und wurde daher nicht mehr gebraucht. Gleichwohl kann sie auch in Erinnerung bleiben als „eine Weiterentwicklung der Freien Schulgemeinde unter amerikanischen Bedingungen. Mit amerikanischem Gründeroptimismus wurden Pioniergeist und Abenteuerlust zur Veränderung gesellschaftlicher Bedingungen mobilisiert. Man wollte bewusst Alternativen, ein neues Menschsein, bieten.“

### Bekannte Absolventen

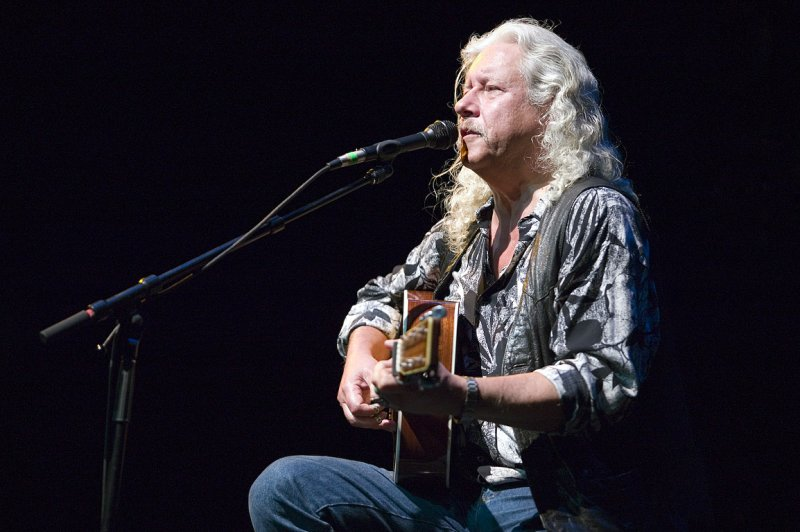
Arlo Guthrie: Photograph by John Kloepper, Guthrie Family Tour, Socorro NM, 2MAY07

Der bekannteste Stockbridge-Absolvent ist Arlo Guthrie, dessen Verhaftung wegen einer Bagatelle ihn 1965 zu dem Lied Alice‘s Restaurant Massacree inspirierte. Alice Brock, die für das Lied und den darauf basierenden Film Alice’s Restaurant titelgebende Restaurantbesitzerin, war zuvor die Schulbibliothekarin der Stockbridge School gewesen. Weitere bekannte Stockbridge-Absolventen sind Chevy Chase und Benjamin Barber, sowie Gunter Nabel, der sich eingehend mit seiner ehemaligen Schule auseinandergesetzt hat.